# Томас Бьорнет Свонн
Томас Бьорнетт Свонн (англ. Thomas Burnett Swann, 12 жовтня 1928 — 5 травня 1976) — американський прозаїк і поет, писав багато своїх творів в жанрі фентезі, а також працював критиком і літературознавцем. Найбільш відомий за своїми фентезійними творами 60-70-х років, дія яких відбувається в міфології Стародавнього світу.

## Біографія і творчість
Томас Свонн народився в місті Тампа (Флорида), в сім'ї банкіра і бізнесмена Томаса Бьорнетта Свонна і Маргарет Гейнс. Закінчив Дюкський університет, служив на ВМС США. Після служби викладав англійську літературу і мову в різних коледжах і Атлантичному університеті штату Флорида. В останньому він захистив дисертацію, а після його смерті там введена стипендія його імені.
Перші свої поеми Свонн почав писати ще на початку 50-х років, його перша поема — «Driftwood» була опублікована в «New York: Vantage Press» В 1952 році. Він продовжував писати поеми протягом всього свого життя. Багато з них він пізніше використовував в своїй прозі, деколи по декілька разів в різних творах. А перше опубліковане фентезійне оповідання «Winged Victory» було опубліковане в журналі «Fantastic Universe» в 1958. Перші його твори були здебільшого опубліковані в журналі «Science Fantasy», пізніші публікувались в «The Magazine of Fantasy & Science Fiction». В цей час Свонн викладає в університеті і публікує декілька робіт з літературознавства, зокрема він досліджував творчість таких писльменників як: Гельга Дулітл, Крістіна Россетті, Ернест Доусон, Чарльз Сорлі і Алан Александр Мілн. В середині 60-х він покидає викладацьку діяльність і починає писати активніше. В останні десять років свого життя він написав свої найвідоміші твори.
Майже всі художні твори мають певне відношення до фентезі, і є літературною інтерпретацією міфології Середземномор'я античних і середніх віків. Зокрема він описує міфологічних істот (мінотаврів, дріад, кентаврів) які взаємодіють з людьми, зокрема з реальними історичними фігурами. Також в його творах багато персонажів є поетами, наприклад Сапфо чи Роберт Геррік. Твори Свонна не були надто популярними, але помітними в той час. Його твори тричі номінувались на премію Г'юго, і тричі на Міфопоетичну премію але жодного разу не виграли.
В 1976 році Томас Свонн помер через рак, п'ять його романів і збірка поезії вийшли посмертно. Він був членом Американської поетичної спілки, Гільдії письменників-фантастів Америки і Американської асоціації університетських викладачів.

### Цикли творів

#### Латинська трилогія (англ.The Latium Trilogy)
Трилогія описує події часів заснування Риму.
- 1977 — роман «Королеви ходять в сутінках» (англ. Queens Walk in the Dusk)
- 1972 — роман «Зелений Фенікс» (англ. Green Phoenix), номінувалась на Міфопоетичну премію, на основі повісті «Love is a Dragonfly» (1962)
- 1976 — роман «Бджолина леді» (англ. Lady of the Bees), на основі повісті «Where is the Bird of Fire?» (1962), яка номінувалась на премію Г'юго за найкраще оповідання.

#### Трилогія Мінотавр (англ.The Minotaur Trilogy)
Посвячено крито-міноській культурі.
- 1977 — роман «Грайте срібні дзвони» (англ. Cry Silver Bells)
- 1971 — роман «Ліс вічності» (англ. The Forest of Forever), номінувалась на Міфопоетичну премію
- 1966 — роман «День Мінотавра» (англ. Day of the Minotaur), видавався частинами з назвою «The Blue Monkeys» протягом 1964—1965. Також номінувалось на премію Г'юго за найкращий роман

### Романи
- 1967 — «Зачарований ліс» (англ. The Weirwoods), видавалось в двох частинах в 1965 році.
- 1968 — «Місячний пил» (англ. Moondust)
- 1971 — «Козел без рогів» (англ. The Goat Without Horns), видавалось в двох частинах в 1970 році.
- 1972 — «Вовча зима» (англ. Wolfwinter)
- 1974 — «Як падали могутні» (англ. How Are the Mighty Fallen), номінувалась на Міфопоетичну премію.
- 1975 — «Не-світ» (англ. The Not-World)
- 1976 — «Блукаючий вогник» (англ. Will-O-the-Wisp), видавалось в двох частинах в 1974 році.
- 1976 — «Діаманти Яма» (англ. The Minikins of Yam)
- 1976 — «Змагання шипів» (англ. The Tournament of Thorns)
- 1976 — «Боги очікують» (англ. The Gods Abide)

### Інші прозові твори
- 1958 — оповідання «Winged Victory»
- 1959 — оповідання «Viewpoint»
- 1960 — оповідання «The Dryad-Tree»
- 1960 — оповідання «The Painter»
- 1962 — повість «The Sudden Wings»
- 1963 — повість «The Dolphin and the Deep»
- 1964 — повість «The Murex»
- 1965 — повість «Vashti»
- Дві пов'язані повісті:
  - 1966 — повість «The Manor of Roses», номінувалась на премію Г'юго за найкращу коротку повість.
  - 1973 — повість «The Stalking Trees»
- 1970 — повість «Bear»
- 1975 — оповідання «The Night of the Unicorn»
- 1978 — оповідання «A Problem of Adjustment»

### Поезія
- 1952 — «Driftwood»
- 1956 — «Wombats and Moondust»
- 1959 — «Lilac Parasols»
- 1961 — «I like bears»
- 1964 — «Alas, in Lilliput»
- 1977 — «Poems», опубліковано посмертно.